# آفتاب‌پرست شوردوست
آفتاب‌پرست شوردوست (نام علمی: Heliotropium gracillimum) نام یک گونه از سردهٔ آفتاب‌پرست است. سردهٔ آفتاب‌پرست در ایران ۴۷ گونهٔ علفی یک ساله و چند ساله دارد که در سراسر ایران پراکنده‌اند. آفتاب‌پرست شوردوست یکی از ۴۷ گونهٔ موجود در ایران است.